# 大慶 (黎樹)
大慶（だいけい）は清代に黎樹が自立し建てた私年号。1797年。李崇智は万利を採り、大慶を一説として紹介している。

## 西暦・干支との対照表
| 大慶 | 元年    |
| 西暦 | 1797年  |
| 干支 | 丁巳    |
| 清   | 嘉慶2年 |